# Superbike-Weltmeisterschaft 1998
Die Superbike-WM-Saison 1998 war die elfte in der Geschichte der FIM-Superbike-Weltmeisterschaft. Bei zwölf Veranstaltungen wurden 24 Rennen ausgetragen.

## Punkteverteilung
Weltmeister wird derjenige Fahrer beziehungsweise der Hersteller, der bis zum Saisonende die meisten Punkte in der Weltmeisterschaft angesammelt hat. Bei der Punkteverteilung werden die Platzierungen im Gesamtergebnis des jeweiligen Rennens berücksichtigt. Die fünfzehn erstplatzierten Fahrer jedes Rennens erhalten Punkte nach folgendem Schema:
| Punkteverteilung | Punkteverteilung | Punkteverteilung | Punkteverteilung | Punkteverteilung | Punkteverteilung | Punkteverteilung | Punkteverteilung | Punkteverteilung | Punkteverteilung | Punkteverteilung | Punkteverteilung | Punkteverteilung | Punkteverteilung | Punkteverteilung | Punkteverteilung |
| ---------------- | ---------------- | ---------------- | ---------------- | ---------------- | ---------------- | ---------------- | ---------------- | ---------------- | ---------------- | ---------------- | ---------------- | ---------------- | ---------------- | ---------------- | ---------------- |
| Platz            | 1                | 2                | 3                | 4                | 5                | 6                | 7                | 8                | 9                | 10               | 11               | 12               | 13               | 14               | 15               |
| Punkte           | 25               | 20               | 16               | 13               | 11               | 10               | 9                | 8                | 7                | 6                | 5                | 4                | 3                | 2                | 1                |

In die Wertung kamen alle erzielten Resultate.

## Wissenswertes
- In Donington wurde der erste Lauf nach zehn Runden abgebrochen, später neu gestartet und die Addition der beiden Teile gewertet.
- In Laguna Seca wurde der erste Lauf nach 13 Runden wegen eines Unfalls abgebrochen, beim Neustart ereignete sich ein weiterer Unfall. Der Lauf wurde daraufhin nicht wieder gestartet und mit halbierten Punkten bewertet.

## Rennergebnisse
|    | Datum  | Rennen             | Strecke        | Pole-Position       | Lauf | Platz 1             | Platz 2             | Platz 3             | Schn. Rennrunde     |
| -- | ------ | ------------------ | -------------- | ------------------- | ---- | ------------------- | ------------------- | ------------------- | ------------------- |
| 1  | 22.03. | Australien         | Phillip Island | Troy Corser         | 1    | Carl Fogarty        | Troy Corser         | Noriyuki Haga       | Carl Fogarty        |
| 1  | 22.03. | Australien         | Phillip Island | Troy Corser         | 2    | Noriyuki Haga       | Aaron Slight        | Carl Fogarty        | Aaron Slight        |
| 2  | 13.04. | Großbritannien     | Donington      | Troy Corser         | 1    | Noriyuki Haga       | Troy Corser         | Pierfrancesco Chili | Noriyuki Haga       |
| 2  | 13.04. | Großbritannien     | Donington      | Troy Corser         | 2    | Noriyuki Haga       | Troy Corser         | Carl Fogarty        | Noriyuki Haga       |
| 3  | 10.05. | Italien            | Monza          | Aaron Slight        | 1    | Colin Edwards       | Aaron Slight        | Troy Corser         | Aaron Slight        |
| 3  | 10.05. | Italien            | Monza          | Aaron Slight        | 2    | Colin Edwards       | Carl Fogarty        | Pierfrancesco Chili | Aaron Slight        |
| 4  | 24.05. | Spanien            | Albacete       | Noriyuki Haga       | 1    | Pierfrancesco Chili | Troy Corser         | Gregorio Lavilla    | Pierfrancesco Chili |
| 4  | 24.05. | Spanien            | Albacete       | Noriyuki Haga       | 2    | Carl Fogarty        | Aaron Slight        | Troy Corser         | Aaron Slight        |
| 5  | 07.06. | Deutschland        | Nürburgring    | Troy Corser         | 1    | Aaron Slight        | Colin Edwards       | Pierfrancesco Chili | Aaron Slight        |
| 5  | 07.06. | Deutschland        | Nürburgring    | Troy Corser         | 2    | Pierfrancesco Chili | Colin Edwards       | Troy Corser         | Pierfrancesco Chili |
| 6  | 21.06. | San Marino         | Misano         | Troy Corser         | 1    | Aaron Slight        | Troy Corser         | Colin Edwards       | Aaron Slight        |
| 6  | 21.06. | San Marino         | Misano         | Troy Corser         | 2    | Aaron Slight        | Troy Corser         | Carl Fogarty        | Aaron Slight        |
| 7  | 05.07. | Südafrika          | Kyalami        | Pierfrancesco Chili | 1    | Pierfrancesco Chili | Carl Fogarty        | Gregorio Lavilla    | Pierfrancesco Chili |
| 7  | 05.07. | Südafrika          | Kyalami        | Pierfrancesco Chili | 2    | Pierfrancesco Chili | Carl Fogarty        | Noriyuki Haga       | Akira Yanagawa      |
| 8  | 12.07. | Vereinigte Staaten | Laguna Seca    | Troy Corser         | 1    | Troy Corser         | Akira Yanagawa      | Doug Chandler       | Troy Corser         |
| 8  | 12.07. | Vereinigte Staaten | Laguna Seca    | Troy Corser         | 2    | Noriyuki Haga       | Troy Corser         | Ben Bostrom         | Noriyuki Haga       |
| 9  | 02.08. | Europa             | Brands Hatch   | Troy Corser         | 1    | Colin Edwards       | Aaron Slight        | Scott Russell       | Aaron Slight        |
| 9  | 02.08. | Europa             | Brands Hatch   | Troy Corser         | 2    | Troy Corser         | Carl Fogarty        | Jamie Whitham       | Jamie Whitham       |
| 10 | 30.08. | Österreich         | Österreichring | Aaron Slight        | 1    | Aaron Slight        | Pierfrancesco Chili | Carl Fogarty        | Pierfrancesco Chili |
| 10 | 30.08. | Österreich         | Österreichring | Aaron Slight        | 2    | Aaron Slight        | Carl Fogarty        | Pierfrancesco Chili | Troy Corser         |
| 11 | 06.09. | Niederlande        | Assen          | Pierfrancesco Chili | 1    | Pierfrancesco Chili | Carl Fogarty        | Troy Corser         | Pierfrancesco Chili |
| 11 | 06.09. | Niederlande        | Assen          | Pierfrancesco Chili | 2    | Carl Fogarty        | Aaron Slight        | Troy Corser         | Carl Fogarty        |
| 12 | 04.10. | Japan              | Sugo           | Troy Corser         | 1    | Keiichi Kitagawa    | Akira Ryō           | Carl Fogarty        | Akira Ryō           |
| 12 | 04.10. | Japan              | Sugo           | Troy Corser         | 2    | Noriyuki Haga       | Akira Yanagawa      | Akira Ryō           | Noriyuki Haga       |

## Fahrerwertung
| 1  | Carl Fogarty         | Ducati   | Ducati Performance    | 351,5 |
| 2  | Aaron Slight         | Honda    | Castrol Honda         | 347   |
| 3  | Troy Corser          | Ducati   | Ducati Racing ADVF    | 328,5 |
| 4  | Pierfrancesco Chili  | Ducati   | Ducati Racing ADVF    | 293,5 |
| 5  | Colin Edwards        | Honda    | Castrol Honda         | 279,5 |
| 6  | Noriyuki Haga        | Yamaha   | Yamaha World SBK Team | 258   |
| 7  | Akira Yanagawa       | Kawasaki | Kawasaki Racing Team  | 258   |
| 8  | Jamie Whitham        | Suzuki   | Suzuki WSB            | 175   |
| 9  | Peter Goddard        | Suzuki   | Suzuki WSB            | 155   |
| 10 | Scott Russell        | Yamaha   | Yamaha World SBK Team | 130,5 |
| 11 | Neil Hodgson         | Kawasaki | Kawasaki Racing Team  | 124,5 |
| 12 | Gregorio Lavilla     | Ducati   | De Cecco Racing       | 83,5  |
| 13 | Piergiorgio Bontempi | Kawasaki | Kawasaki Bertocchi    | 58    |
| 14 | Alessandro Gramigni  | Ducati   | Gattolone Racing Team | 56    |
| 15 | Igor Jerman          | Kawasaki | Team Bertocchi        | 47    |
| 16 | Keiichi Kitagawa     | Suzuki   | Team Suzuki           | 36    |
|    | Akira Ryō            | Suzuki   | Team Suzuki           | 36    |
| 18 | Andreas Meklau       | Ducati   | Remus Racing Austria  | 31    |
| 19 | Niall Mackenzie      | Yamaha   | Cadbury Boost Yamaha  | 26    |
|    | Steve Hislop         | Yamaha   | Cadbury Boost Yamaha  | 26    |
|    | Lucio Pedercini      | Ducati   | Team Pedercini        | 26    |
| 21 | Ben Bostrom          | Honda    | Honda Racing Team     | 22    |
| 23 | Mark Willis          | Suzuki   | Ansett Air Freight    | 17    |
| 24 | Wataru Yoshikawa     | Yamaha   | Yamaha Racing Team    | 16    |
| 25 | Udo Mark             | Suzuki   | Suzuki Deutschland    | 13    |
|    | Andrew Stroud        | Kawasaki | Andrew Stroud Racing  | 13    |
| 27 | Jamie Hacking        | Yamaha   | Yamaha Racing Team    | 12    |

| 28 | Chris Walker       | Kawasaki | Team Kawasaki UK       | 9 |
|    | Erkka Korpiaho     | Kawasaki | Rkm Racing             | 9 |
| 30 | Kensuke Haga       | Yamaha   | Yamaha Racing Team     | 8 |
|    | Shin’ichi Itō      | Honda    | Lucky Strike Honda     | 8 |
|    | Doug Chandler      | Kawasaki | Muzzy Kawasaki Racing  | 8 |
|    | Mario Innamorati   | Kawasaki | Kawasaki Bertocchi     | 8 |
| 34 | Shinya Takeishi    | Kawasaki | Kawasaki Racing Team   | 7 |
|    | James Haydon       | Suzuki   | Team Crescent Suzuki   | 7 |
| 36 | Steve Martin       | Ducati   | Ducati Dealer Team     | 6 |
| 37 | Jean-Marc Delétang | Yamaha   | Yamaha Motor France    | 5 |
|    | Sean Emmett        | Ducati   | Revè Red Bull Ducati   | 5 |
|    | Frédéric Protat    | Ducati   | FP Racing              | 5 |
| 40 | Troy Bayliss       | Ducati   | Team GSE Ducati        | 4 |
| 41 | Shawn Giles        | Honda    | Mobil Honda            | 3 |
|    | Paolo Blora        | Ducati   | Technaracing           | 3 |
|    | Ricky Orlando      | Kawasaki | Orlando Ricky          | 3 |
|    | Yuichi Takeda      | Honda    | Lucky Strike Honda     | 3 |
| 45 | Heinz Platacis     | Kawasaki | Team Karthin Rennsport | 2 |
|    | John Reynolds      | Ducati   | Revè Red Bull Ducati   | 2 |
|    | Matt Llewellyn     | Ducati   | GSE Ducati             | 2 |
|    | Aaron Yates        | Suzuki   | Yoshimura Racing Team  | 2 |
|    | Craig Connell      | Ducati   | Ducati Dealer Team     | 2 |
|    | Malcolm Campbell   | Ducati   | State One Construc.    | 2 |
| 51 | Rubén Xaus         | Suzuki   | Team alpha Technik     | 1 |
|    | Jiří Mrkývka       | Honda    | SBK Team JM            | 1 |
|    | Terry Rymer        | Suzuki   | Team Crescent Suzuki   | 1 |

## Konstrukteurswertung
| 1 | Ducati   | 487,5 |
| 2 | Honda    | 416,5 |
| 3 | Yamaha   | 307   |
| 4 | Suzuki   | 252   |
| 5 | Kawasaki | 251   |